# Valerian (komiks)
Valerian (tytuł oryginału francuskiego: Valérian, agent spatio-temporel, od 2007: Valérian et Laureline) – francuska seria komiksowa z gatunku science fiction autorstwa Pierre’a Christina (scenariusz) i Jean-Claude’a Mézières’a (rysunki). Komiks po raz pierwszy ukazał się 9 listopada 1967 w 420. numerze czasopisma komiksowego „Pilote”. Kolejne odcinki publikowane były w różnych magazynach, a dopiero później w formie kompletnych albumów nakładem wydawnictwa Dargaud. Ostatni, 22. tom ukazał się w 2010. Po polsku pojedyncze odcinki Valeriana ukazywały się nakładem różnych wydawnictw i w czasopismach komiksowych. W latach 2014–2017 wydawnictwo Taurus Media opublikowało wszystkie części Valeriana w ośmiu zbiorczych albumach liczących po trzy lub cztery tomy.

## Fabuła
Seria opowiada o przygodach agentów podróżujących w czasie i przestrzeni, Valerianie i Laurelinie. Valerian pochodzi z XXVIII wieku, z Galaxity, stolicy Galaktycznego Imperium Ziemian. Laurelina jest także Ziemianką, ale z wieku XI (spotkanie dwójki bohaterów jest opisane w pierwszym albumie – Koszmarne sny).

## Tomy
| Tom        | Tytuł i rok I wydania polskiego                               | Tytuł i rok I wydania oryginalnego | Polskie wydania zbiorcze                                                        |
| ---------- | ------------------------------------------------------------- | --- | ------------------------------------------------------------------------------- |
| 1          | Koszmarne sny (2014)                                          | Les Mauvais Rêves (1967) | W 2014 tomy ukazały się po polsku w albumie Valerian – wydanie zbiorcze, tom 1. |
| 2          | Miasto niespokojnych wód (1990) / Głębiny Nowego Jorku (2003) | La Cité des Eaux Mouvantes/Terres en flammes (1969) | W 2014 tomy ukazały się po polsku w albumie Valerian – wydanie zbiorcze, tom 1. |
| 3          | Cesarstwo Tysiąca Planet (1990)                               | L’Empire des Mille Planètes (1970) | W 2014 tomy ukazały się po polsku w albumie Valerian – wydanie zbiorcze, tom 1. |
| 4          | Kraina bez gwiazd (1991)                                      | Le Pays Sans Étoiles (1971) | W 2015 tomy ukazały się po polsku w albumie Valerian – wydanie zbiorcze, tom 2. |
| 5          | Witajcie na Alflololu (1991)                                  | Bienvenue sur Alflolol (1972) | W 2015 tomy ukazały się po polsku w albumie Valerian – wydanie zbiorcze, tom 2. |
| 6          | Władca ptaków (2015)                                          | Les Oiseaux du Maître (1973) | W 2015 tomy ukazały się po polsku w albumie Valerian – wydanie zbiorcze, tom 2. |
| 7          | Ambasador cieni (1998)                                        | L’Ambassadeur des Ombres (1975) | W 2015 tomy ukazały się po polsku w albumie Valerian – wydanie zbiorcze, tom 3. |
| 8          | Kosmiczne fanaberie (1984) / Na fałszywych ziemiach (2015)    | Sur les terres truquées (1977) | W 2015 tomy ukazały się po polsku w albumie Valerian – wydanie zbiorcze, tom 3. |
| 9          | Bohaterowie równonocy (2015)                                  | Les Héros de l'Équinoxe (1978) | W 2015 tomy ukazały się po polsku w albumie Valerian – wydanie zbiorcze, tom 3. |
| 10         | Metro Châtelet, kierunek: Kasjopeja (2016)                    | Métro Châtelet, direction Cassiopée (1980) | W 2016 tomy ukazały się po polsku w albumie Valerian – wydanie zbiorcze, tom 4. |
| 11         | Brooklyn Station, krańcówka: Kosmos (2016)                    | Brooklyn station, terminus cosmos (1981) | W 2016 tomy ukazały się po polsku w albumie Valerian – wydanie zbiorcze, tom 4. |
| 12         | Widma z Inverloch (2016)                                      | Les Spectres d'Inverloch (1984) | W 2016 tomy ukazały się po polsku w albumie Valerian – wydanie zbiorcze, tom 4. |
| 13         | Pioruny z Hypsis (2016)                                       | Les Foudres d'Hypsis (1985) | W 2016 tomy ukazały się po polsku w albumie Valerian – wydanie zbiorcze, tom 4. |
| 14         | Na granicach (2016)                                           | Sur les Frontières (1988) | W 2016 tomy ukazały się po polsku w albumie Valerian – wydanie zbiorcze, tom 5. |
| 15         | Żywa broń (2016)                                              | Les Armes vivantes (1990) | W 2016 tomy ukazały się po polsku w albumie Valerian – wydanie zbiorcze, tom 5. |
| 16         | Kręgi władzy (2016)                                           | Les Cercles du pouvoir (1994) | W 2016 tomy ukazały się po polsku w albumie Valerian – wydanie zbiorcze, tom 5. |
| 17         | Zakładnicy z Ultralumu (2016)                                 | Les Otages de l’Utralum (1996) | W 2016 tomy ukazały się po polsku w albumie Valerian – wydanie zbiorcze, tom 6. |
| 18         | Gwiezdny sierota (2016)                                       | L’Orphelin des Astres (1998) | W 2016 tomy ukazały się po polsku w albumie Valerian – wydanie zbiorcze, tom 6. |
| 19         | W niepewnych czasach (2016)                                   | Par des Temps Incertains (2001) | W 2016 tomy ukazały się po polsku w albumie Valerian – wydanie zbiorcze, tom 6. |
| 20         | Na skraju Wielkiej Nicości (2017)                             | Au Bord du Grand Rien (2004) | W 2017 tomy ukazały się po polsku w albumie Valerian – wydanie zbiorcze, tom 7. |
| 21         | Prawo Kamieni (2017)                                          | L'Ordre des Pierres (2007) | W 2017 tomy ukazały się po polsku w albumie Valerian – wydanie zbiorcze, tom 7. |
| 22         | CzasoTwór (2017)                                              | L'OuvreTemps (2010) | W 2017 tomy ukazały się po polsku w albumie Valerian – wydanie zbiorcze, tom 7. |
| Poza serią | Mieszkańcy nieba (2017)                                       | Album zredagowany specjalnie na potrzeby polskiego rynku, złożony z tomów specjalnych: - Par les Chemins de l'Espace (1979), zawierający pięć krótkich historii komiksowych - Les Habitants du Ciel (1991). | W 2017 tomy ukazały się po polsku w albumie Valerian – Mieszkańcy nieba.        |

## Odbiór i adaptacje
Do roku 2007 albumy tej serii sprzedały się w łącznym nakładzie ponad 2 500 000 egzemplarzy (nie licząc komiksów przetłumaczonych na kilkanaście innych języków). Komiks ten zdobył Nagrodę Specjalną Europejskiego Stowarzyszenia Science Fiction, przyznaną w roku 1987, a autor rysunków Jean-Claude Mézières zdobył nagrodę Grand Prix na Międzynarodowym Festiwalu Komiksu w Angoulême.
Na podstawie serii powstał francusko-japoński serial animowany W pułapce czasu. W 2017 miał premierę pełnometrażowy film fabularny Valerian i miasto tysiąca planet w reżyserii Luca Bessona.